# Monopenchelys acuta
Monopenchelys acuta is een zoutwater-aal en de enige soort in het geslacht Monopenchelys uit de familie van de murenen (Muraenidae). De soort komt voor in het westen en zuidoosten van de Atlantische Oceaan, de Indische Oceaan en het oosten van de Grote Oceaan.

## Beschrijving
Monopenchelys acuta kan een maximale lengte bereiken van 20 centimeter. Het lichaam van de vis heeft een aalachtige vorm.

## Leefwijze
Monopenchelys acuta is een zoutwatervis die voorkomt in tropische wateren. De diepte waarop de soort voorkomt is 13 tot 54 meter onder het wateroppervlak.
De soort staat als niet bedreigd op de Rode Lijst van de IUCN.